# Thuès-Entre-Valls
Thuès-Entre-Valls (katalanisch: Toès i Entrevalls) ist eine französische Gemeinde mit 26 Einwohnern (Stand 1. Januar 2022) im Département Pyrénées-Orientales in der Region Okzitanien. Sie gehört zum Arrondissement Prades und zum Kanton Les Pyrénées catalanes.

## Lage
Thuès-Entre-Valls wird vom Gebirgsfluss Carança durchquert, der hier in die Têt einmündet.
Nachbargemeinden sind Canaveilles im Norden, Nyer im Osten und Fontpédrouse im Südwesten.

## Bevölkerungsentwicklung
| Jahr      | 1962 | 1968 | 1975 | 1982 | 1990 | 1999 | 2013 |
| Einwohner | 53   | 46   | 23   | 38   | 48   | 41   | 32   |

## Sehenswürdigkeiten
- Romanische Kirche Saint-Génis
- Romanische Kirche Saint-Jean in Entre-Valls

## Persönlichkeiten
- Thomas I. de Banyuls (1556–1627)
- Raymond de Banyuls (1747–1829)